# هریراد
هریراد یک منطقهٔ مسکونی در سومالی است که در Awdal واقع شده‌است.